# 増田淳
増田 淳（ますだ じゅん、1883年〈明治16年〉9月25日 - 1947年〈昭和22年〉7月26日）は、日本の橋梁技術者。全国各地で多数の橋梁を設計した。

## 概要
当時の橋梁設計は主に内務省や鉄道省などの組織の内部で行っていた。一方で米国で約15年間、設計技術を学んだ増田は、東京に設計事務所を開設し、自治体の嘱託として橋梁を設計する。事務所での約20年間に設計した橋は約80橋である。また、桁橋、トラス橋、アーチ橋、吊り橋など、様々な形式の橋を設計している。
昭和初期、戦時色が強まり橋梁建設事業も少なくなると、ドック、水門、地下鉄などの設計も手がけていたようだがその後の活動は不詳。
増田が手がけた代表的な橋は、信夫橋（福島県）、荒川橋（埼玉県）、白鬚橋（東京都）、伊勢大橋（三重県）、鳥羽大橋（京都府）、十三大橋（大阪府）、武庫大橋（兵庫県）、霞橋（岡山県）、吉野川橋（徳島県）、長浜大橋（愛媛県）、美々津橋（宮崎県）など全国各地に及ぶ。また、海外でも台湾、韓国の橋梁を設計している。
亡くなった後、設計計算書、設計図等の設計図書類は散逸してしまったといわれ、その業績は一部の専門家を除いてほとんど知られることがなかったが、2002年（平成14年）､これらの設計図書類が多数、土木研究所に保管されているのが発見される。

## 略歴
- 1883年（明治16年）9月25日 香川県高松市に生れる。
- 1907年（明治40年） 東京帝国大学工科大学土木工学科卒業。廣井勇に師事した。
- 1908年（明治41年） 渡米し、ミズーリ州カンザス市の「ヘドリック橋梁設計事務所」に入社。15年間米国に滞在し、その間約30橋の設計・施工を手がけた。
- 1922年（大正11年）11月 東京に橋梁の設計・監督を主な業務とする設計事務所を開設。
- 1947年（昭和22年）7月26日 脳溢血で他界。享年65。